# Совет по Международным стандартам финансовой отчётности
Совет по Международным стандартам финансовой отчётности (англ. International Accounting Standards Board, СМСФО) — независимый орган Фонда международных стандартов финансовой отчётности (МСФО), созданный в 2001 году. Члены СМСФО отвечают за разработку и публикацию МСФО, а также за утверждение их интерпретаций. В процессе разработки публикуются документы для обсуждения, проекты стандартов, по которым принимаются комментарии. 

## История создания
Совет по Международным стандартам финансовой отчётности (СМСФО) создан в 2001 году путём преобразования Комитета по Международным стандартам финансовой отчётности (КМСФО). Офис располагается в Лондоне, Великобритания.

## Состав СМСФО
В состав совета входит на постоянной основе 12 членов, назначаемых Попечителями Фонда МСФО:
1. Ханс Хугенворст[англ.] (председатель) (ранее являлся министром здравоохранения, социального обеспечения и спорта Голландии)
2. Стивен Купер (работал в UBS)
3. Филипп Данжу (директор AMF[англ.])
4. Мартин Эдельманн (работал в KPMG)
5. Амаро Луис де Оливейра Гомес (работал в Центральном банке Бразилии)
6. Гэри Кабурек (работал в Xerox)
7. Сюзанн Ллойд (работала в JP Morgan)
8. Такацугу Очи (работал в Японской федерации бизнеса[англ.])
9. Даррелл Скотт (работал в First Rand[англ.])
10. Доктор Чон У Со (профессор в Университете Кукмин)
11. Мэри Токар (работал в Комиссии по ценным бумагам и биржам США)
12. Вей-Гво Чжан (профессор Шанхайского университета экономики и финансов[англ.]).

## Цели СМСФО
Перед СМСФО стоят цели по разработке и принятию комплекта стандартов учёта, а также активному сотрудничеству с национальными органами для обеспечения максимального сближения стандартов финансовой отчётности во всём мире.

## Функции СМСФО
Исходя из целей устанавливаются функции СМСФО:
- издание основ для выработки заключений,
- разработка и публикация регламента по рассмотрению комментариев,
- разработке и изданию проектов стандартов и самих стандартов[1].

## Консультативные органы
СМСФО создаёт на регулярной основе официальные консультативные органы с целью совместной работы для консультаций с заинтересованными сторонами из различных отраслей и географических регионов. Совместные заседания с этими органами проводятся публично и протоколируются. В состав консультативных органов СМСФО входят:
- Совещательный форум по стандартам финансовой отчетности (АСАФ) — форум представителей национальных и региональных органов, устанавливающих стандарты финансовой отчетности, для предоставления СМСФО консультаций по техническим вопросам и обратной связи;
- Консультативный Совет по МСФО — совместный орган при СМСФО и Совете Попечителей Фонда, состоящий из представителей составителей финансовой отчетности, финансовых аналитиков, учёных, аудиторов, регулирующих органов, профессиональных бухгалтерских организаций и групп инвесторов;
- Консультативный комитет по рынкам капитала — внешняя консультативная группа при СМСФО, состоящая из инвесторов и других пользователей финансовой отчетности;
- Группа по развивающимся рынкам — созданная для расширения участия развивающихся стран в развитии МСФО, включающая представителей из стран-участников G20 c формирующейся рыночной экономикой и Малайзии;
- Международный форум составителей финансовой отчетности — внешняя консультативная группа при СМСФО, состоящая из организаций, составляющих финансовую отчетность в соответствии с МСФО;
- Группа по МСБ — группа, которая поддерживает на международном уровне принятие МСФО для малых и средних предприятий и наблюдает за процессом их внедрения;
- Консультативные группы — группы, обычно созданные для реализации крупных проектов, предоставляют СМСФО дополнительные теоретические и практические знания.

### Консультационный Совет по МСФО
Консультационный Совет по МСФО консультирует членов СМСФО и Комитета по интерпретациям международной финансовой отчётности (КИМФО), проводит дискуссии по методологическим вопросам применения МСФО. Консультационный Совет проводит свои заседания совместно с СМСФО не реже 3 раз в год и его заседания открыты для общественности. Консультативный совет по стандартам состоит из 48 представителей, назначаемых попечителями на 3 года, из 43 организаций, представляющих различные географические регионы и области деятельности.